# 450

## Nașteri
- Gunthamund, regele vandalilor (d. 496)

## Decese
- 2 decembrie: Petru Crisologul, sfânt în Biserica Catolică (n. 406)
- Galla Placidia, împărăteasă romană (n. 388)
- Teodosiu al II-lea, împărat al Imperiului Bizantin (n. 401)